# Saralanj (Shirak)
Saralanj (in armeno Սարալանջ?) è un comune di 1 101 abitanti (2008) della provincia di Shirak in Armenia.